# 강문철
강문철(姜文喆, 1941년 1월 30일 ~ 1997년 12월 26일)은 1997년 사망한 기사이다. 부인 김순애 씨와 1남 1녀를 두었다. 통영에서 부인이 어부로 활동했다. 

## 약력
1969년에 입단하였고, 1971년 2단, 1988년 3단, 1995년 4단을 거쳐 통산 전적은 510전 190승 2무 390패 승률 23.23%의 최하위를 기록했으며, 1997년 지병인 폐암으로 별세하여 사망하였다. 